# 하워드 더 덕
하워드 더 덕(Howard the Duck)은 마블 코믹스 세계관에 등장하는 가상의 캐릭터, 그리고 그것을 주인공으로 한 만화 작품이다.

## 다른 매체에서 하워드 더 덕

### 영화
- 1986년, 조지 루커스에 의해 《하워드 덕》이라는 영화로 공개되었다.
- 2014년, 《가디언즈 오브 갤럭시》에서 수집가의 수집물 중 하나로 등장하였으며, 크레딧 이 후 장면에도 등장한다. 목소리는 세스 그린이 맡았다.
- 2014년 8월, 《가디언즈 오브 갤럭시》의 감독인 제임스 건은 "마블 (시네마틱) 유니버스에서 하워드는 또 등장할 수도 있다. 하지만, 만약 오리가 영화를 이끌 것이라고 생각한다면 그건 아니다. 향후 4년간 무슨 일이 일어날 지 누가 알겠는가?"라고 말했다.